# Кальбіти (племена)
Кальбіти (араб. بنو كلب) — арабські племена з Південної Аравії.
Кельбіти (арабською бану-кельб) або ж йеменіти — одна з двох, поряд з кайситами, основних груп південноарабських племен. Значна частина кельбітів ще в IV—V століттях переселилася на північ — в Сирію, Палестину та Зайордання. В Халіфаті на відміну від кайситів, носіїв завойовницьких бедуїнських традиції були прихильниками співробітництва з підкореними народами та засвоєння їх культури. Суперництво між кельбітами і кайситами іноді доходило до збройних зіткнень, прикладом може бути битва при Мардж-Рахіті в 684. Кельбіти були військово-потичною опорою перших Омеядів у сирії. Після падіння цієї династії кельбіти найбільший політичний вплив мали на Сицилії. В Іспанії вони сприяли захопленню влади кордовськими Омеядами.

## Історія
З Аравії у IV—V століттях кальбіти поширились у Палестину, Зайордання, а також до Сирії, де підтримували перших халіфів.
Кальбіти засвоювали культуру підкорених під час арабських завоювань народів і підтримували ідею загальномусульманської держави, на відміну від кайситів, які залишались відданими бедуїнським традиціям та вважали халіфа суто арабським вождем, що придушує неарабське населення. Суперництво між кальбітами й кайсітами доходило до збройних сутичок (Битва при Мардж-Рахіті (684)).
Після падіння Омеядів 750 року кальбітам удалось отримати владу на Сицилії, де представники кальбітів заснували однойменну династію. Вони також допомогли єдиному вцілілому Омеяду захопити владу на Піренейському півострові та заснувати Кордовський емірат (у подальшому халіфат).